# Unteres Schwarzbachtal
Das Naturschutzgebiet Unteres Schwarzbachtal liegt auf dem Gebiet der Gemeinden Eschelbronn, Meckesheim, Zuzenhausen im Rhein-Neckar-Kreis in Baden-Württemberg.
Das aus zwei Teilflächen bestehende Gebiet erstreckt sich südöstlich des Kernortes von Meckesheim entlang des Schwarzbaches. Am südlichen Rand des Gebietes verläuft die Landesstraße L 549, westlich fließt die Elsenz und verläuft die B 45.

## Bedeutung
Das 40,3 ha große Gebiet steht seit dem 30. Juli 1997 unter der Kenn-Nummer 2.208 unter Naturschutz. Es handelt sich um einen natürlichen Bachlauf mit Steilufern, Prall- und Gleithängen und extensiv genutztem Gewässerrandstreifen, Silberweiden-Erlenwald, Auwiesen und Auwälder, Quellbereiche, Wiesen, Halbtrockenrasen, Gebüsche, Gehölze und Obstbäume am Hang des „Ober dem Schwarzig“, um vernetzte Lebensräume und um ein bedeutsames und typisches Landschaftsbild.